# Sture Hedberg
Sture Gustaf-Adolf Hedberg, född 14 februari 1926 i Själevads församling, Västernorrlands län, död 2 november 2021 i Umeå stadsdistrikt, var en svensk jurist. Han var son till Conrad Hedberg.
Efter juris kandidatexamen vid Stockholms högskola 1951 och tingsmeritering 1952–1954 blev Sture Hedberg fiskal i Hovrätten för Övre Norrland 1955 och rådman i Umeå 1958. Han var revisionssekreterare 1967–1968, tillförordnad lagman i Umebygdens tingsrätt 1979–1981, ordförande i fastighetsdomstolen i Västerbottens län 1979–1991 och lagman i Umeå tingsrätt 1982–1991.
Sture Hedberg var vice ordförande i kyrkofullmäktige i Umeå 1959–1976 och ordförande i Umeå virkesmätningsförening 1982–1994. Han blev kapten i reserven vid Västernorrlands regemente 1964.